# 天城越え (曲)

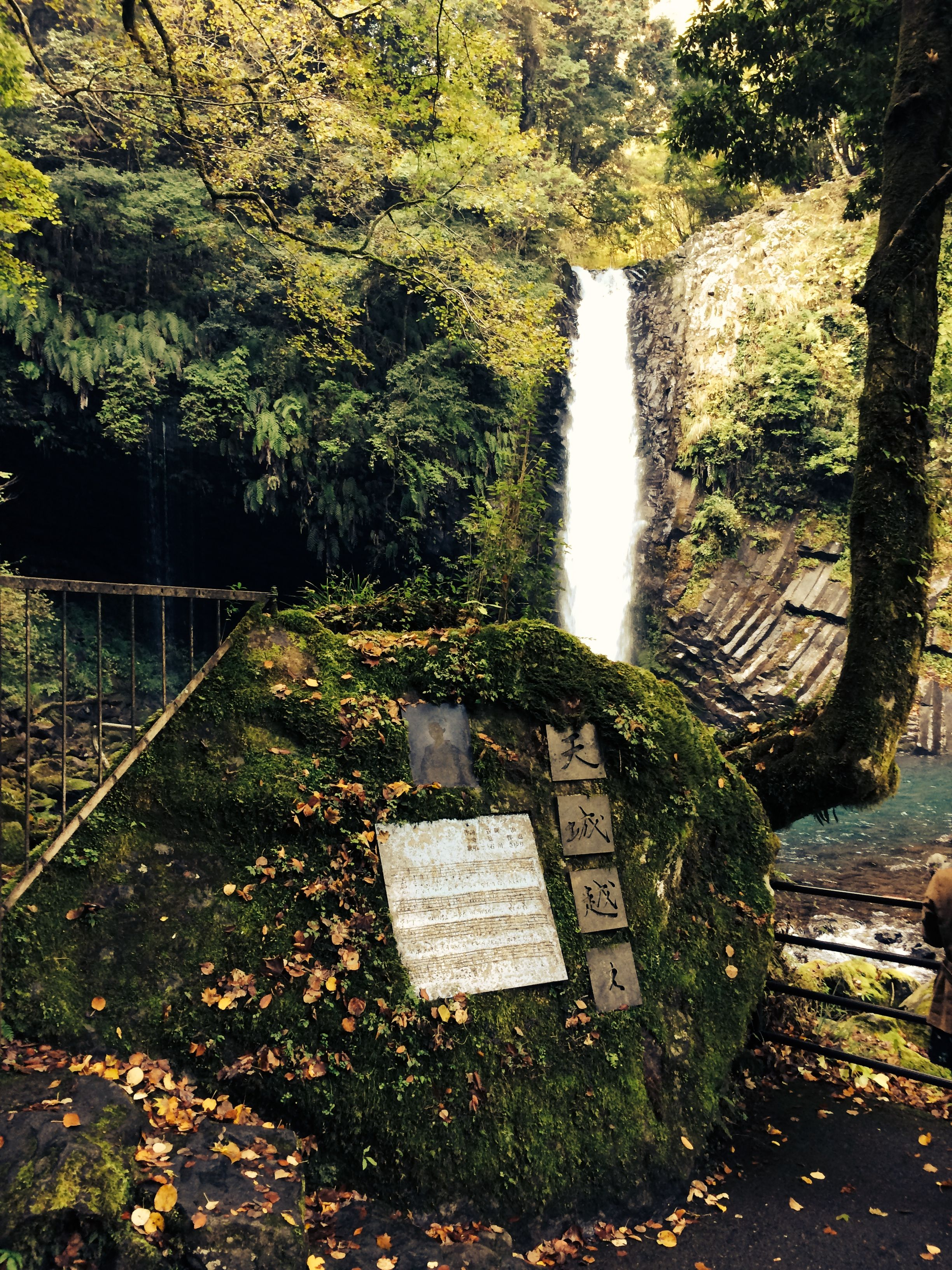
浄蓮の滝に設置された歌碑

「天城越え」（あまぎごえ）は、石川さゆりが1986年7月21日に発売した曲。第28回日本レコード大賞・金賞受賞曲。
担当したディレクターは日本コロムビアの中村一好。

## 概要・エピソード
1985年、吉岡治と弦哲也、桜庭伸幸の3人が天城湯ヶ島町（現・伊豆市）の温泉旅館・白壁荘で製作した。3人は旅館に2泊し、吉岡は旅館周辺を散策することで詞の原案を練っていたという。静岡県伊豆半島の天城山を舞台にしたご当地ソングでもあり、歌詞に登場する浄蓮の滝には歌碑が設置されている。
カラオケブームの最中に、「石川にしか歌えない、難易度の高い作品を」ということで制作された楽曲である。作曲した弦は「石川は『天城越え』の歌詞を初めて見た瞬間、戸惑いの表情を浮かべた。“こんな情念の籠もった歌、自分には歌えない”そううろたえ途方に暮れている様子だった。しかし、その後石川は一つ一つの歌詞に真正面から向き合い、解釈し、消化していった。言うなれば『天城越え』をゆっくり自分の身体に染み込ませていった」と語っている。
2008年シーズンの大リーグ選手・イチローの打席曲にもなった。第一興商のカラオケ『DAM』がサービスを開始した1994年4月から2018年までの期間で歌われた楽曲として演歌では1位、全楽曲の中でも4位となった。

## NHK紅白歌合戦
年末恒例の『NHK紅白歌合戦』では、1986年（第37回）で初披露。その後も1997年（第48回）、1999年（第50回）、2002年（第53回）、2005年（第56回）と披露。2007年（第58回）より石川は隔年で「津軽海峡・冬景色」と「天城越え」とを交互に披露するようになり、本曲も2008年（第59回）以降、偶数年・奇数回次に歌唱している。
1986年（第37回）・2002年（第53回）・2016年（第67回）・2018年（第69回）は紅組トリとして通算4回披露したが、これは石川の「津軽海峡・冬景色」の通算4回に並ぶ、紅組歌手のトリ回数では歴代最多の記録である。
2005年に実施された「スキウタ〜紅白みんなでアンケート〜」では、紅組の16位に選ばれた。

## 収録曲
- 全曲、作詞：吉岡治　作曲：弦哲也　編曲：桜庭伸幸

1. 天城越え
2. 隠れんぼ[注釈 2]

## カバー
- 舟木一夫 - アルバム『心に泌みた流行歌(はやりうた)-35th』(1997年)
- 水森かおり - アルバム『全曲集〜尾道水道〜』(2000年)
- 中森明菜 - 『艶華 -Enka-』(2007年)
演歌を取り上げたカバーアルバム。インターネット投票でもっともリクエストが多かったのが本曲であった。
- 石原詢子 - 『日本名曲集』(2009年)、CD-BOX『石原詢子 時代のうた』(2014年)
石川に憧れて芸能界に入ったということもあり、後者には「鴎という名の酒場」「波止場しぐれ」「北の女房」も収録。
- たかはし智秋 - コンピレーション・アルバム『THE IDOLM@STER RADIO 歌道場』（2009年3月25日）
- マーティ・フリードマン - 『Tokyo Jukebox』（2009年）
- 永井裕子 - アルバム『歌だより』(2009年)
- 森進一 - アルバム『Love Music』(2009年)
- misono - 『カバALBUM2』(2010年)
- 水田竜子 - アルバム『旅うた VOL.3』(2011年)
- 秋川雅史 - アルバム『You Raise Me Up』(2012年)
- 葛城ユキ - アルバム『Show和 Vol.1』(2014年)
- 北原ミレイ - 『ミレイの演歌』(2014年)
- 杜このみ - アルバム『いろはにほへと』(2014年)
- PENICILLIN - アルバム『Memories 〜Japanese Masterpiece〜』(2015年)
- 大江裕 - アルバム『女性歌謡名曲選』(2016年)
- 小岩井吉乃（水瀬いのり） - 『政宗くんのリベンジ Blu-ray&DVD 第3巻特典CD』(2017年)
- 竹村こずえ - アルバム『竹村こずえアルバム〜こずえ節・其の二〜』(2017年)
- 市川由紀乃 - 『唄女II〜昭和歌謡コレクション』(2017年)
- 上沼恵美子 - アルバム『コンサート愛唱歌撰』(2018年)
- 翠千賀 - アルバム『テレビ東京系 「THEカラオケ★バトル」 5th Anniversary BEST』(2019年)
- 前川清 - 『My Favorite Songs〜Japanese〜IV』(2019年)
- ハラミちゃん - 2020年7月1日発売のアルバム『ハラミ定食 ~Streetpiano Collection~』に収録[6]。
- 花井美春 - 2022年7月20日発売のアルバム『CINDERELLA PARTY! デレぱにぱにック＆デレパノココロ ～信じられないくらい素敵なCD～』に収録。